# Zieloński
Zieloński – polski herb szlachecki, znany z jedynego wizerunku pieczętnego.

## Opis herbu
Opis z wykorzystaniem zasad blazonowania, zaproponowanych przez Alfreda Znamierowskiego:
W polu serce czerwone na dwóch szablach skrzyżowanych w skos.
Klejnot – trzy pióra strusie.
Przekaz XVI-wieczny nie zawiera informacji o barwach i klejnocie. Podajemy tu rekonstrukcję Tadeusza Gajla.

## Najwcześniejsze wzmianki
Pieczęć W. Zielońskiego z 1576.

## Herbowni
Herb ten był herbem własnym, więc przysługiwał tylko jednemu rodowi herbownych:
Zieloński.